# مولد البخار
مولد البخار هو شكل من أشكال الغلاية. يستخدم البخار المحمص ذو الضغط العالي الناتج من المصدر الرئيسي لإنتاج البخار المستخدم للدفع وذلك لإنتاج بخار مشبع ذو ضغط منخفض. يستخدم هذا لإمداد محركات البخار في السفينة مثل الرافعات والمضخات أو لتزويد أي أشياء أخرى على السفينة بالبخار المطلوب والتي لا تحتاج إلى بخار محمص بضغط عالي مثل غلاية ماء التغذية ومبخرات المياه العذبة.

## أنواعها

### مولدات بخار ذو ضغط منخفض
ينتج المولد حوالى 10000 باوند/ساعة بضغط حوالى 120 باوند لكل انش تربيع ويكون ضغط البخار الداخل 600 باوند لكل انش تربيع. يتم بناء هذه المولدات على شكل أسطوانى مصنوع من الحديد وتكون أفقية أو رأسية تحتوى على مجموعة من ملفات التسخين. هناك تشابه كبير بينها وبين المبخرات على الرغم من ان مولد البخار يكون أبسط كما أنها تستخدم ماءً معالجاً.